# Neumarkt im Hausruckkreis
Neumarkt im Hausruckkreis är en ort och kommun i Österrike. Den ligger i distriktet Grieskirchen i förbundslandet Oberösterreich, 200 kilometer väster om huvudstaden Wien.
Kommunen består av två orter (Ortschaften) (inom parentes invånarantal 1 januari 2024):
- Kledt (106)
- Neumarkt im Hausruckkreis (1 421)